# Климат Дербента
Дербент — город на юге Дагестана, самый южный город России, что определяет его климат, как теплый. Климат Дербента можно отнести к субтропическому полусухому.
Относится к USDA-зоне морозостойкости 8b (средний ежегодный абсолютный минимум составляет около −7°).

## Зима
Зима теплая, средняя температура зимы +3 градуса, однако город не защищен горами, как к примеру более северный Сочи, поэтому возможно проникновение арктических воздушных масс и кратковременное понижение температуры до −5, а иногда (примерно 1 раз в 10 лет) и до −10 градусов. Из-за большого влияния Каспийского моря — климат морской, и поэтому февраль немного холоднее января.
Снег идет максимум 2-3 недели, чаще всего в феврале и декабре (20-25 мм).

## Весна
Весна немного запаздывает из-за влияния Каспийского моря, поэтому начинается примерно в начале апреля. Весна теплая и в марте-апреле очень ветреная. Средняя температура в марте около +5…+7, тогда как в апреле температура стабильно превышает +10 и часто доходит до +20

## Лето
Летом низкая влажность, однако довольно много солнечных и тёплых дней. Температура в июле и августе часто превышает +30 градусов. Осадки за лето выпадают и летом осадков больше чем в остальные сезоны (20 — 25 мм).

## Осень
Осень благодаря влиянию Каспийского моря затяжная и теплая. Температура сентября часто превышает +20 градусов, а температура октября часто превышает +15 градусов. Полноценная осень начинается примерно в начале-середине октября.

## Среднегодовая температура
| Показатель                                                                               | Янв.  | Фев. | Март | Апр. | Май  | Июнь | Июль | Авг. | Сен. | Окт. | Нояб. | Дек.  | Год   |
| ---------------------------------------------------------------------------------------- | ----- | ---- | ---- | ---- | ---- | ---- | ---- | ---- | ---- | ---- | ----- | ----- | ----- |
| Абсолютный максимум, °C                                                                  | 18,6  | 20,7 | 28,3 | 34,2 | 32,5 | 36,1 | 37,7 | 38,8 | 34,7 | 28,0 | 28,0  | 19,4  | 38,8  |
| Средний максимум, °C                                                                     | 5,8   | 5,7  | 8,9  | 14,5 | 21,1 | 26,9 | 29,8 | 29,8 | 25,0 | 18,7 | 12,1  | 7,7   | 17,2  |
| Средняя температура, °C                                                                  | 3,2   | 3,0  | 5,9  | 10,8 | 17,0 | 22,7 | 25,7 | 25,7 | 21,1 | 15,3 | 9,2   | 5,1   | 13,7  |
| Средний минимум, °C                                                                      | 1,0   | 0,8  | 3,6  | 7,8  | 13,5 | 18,8 | 21,9 | 22,0 | 17,7 | 12,3 | 6,7   | 2,9   | 10,8  |
| Абсолютный минимум, °C                                                                   | −18,9 | −19  | −9,1 | −3,1 | 4,1  | 8,5  | 12,9 | 10,7 | 5,1  | −3,4 | −9,7  | −14,2 | −19   |
| Норма осадков, мм                                                                        | 31,3  | 36,8 | 24,4 | 19,2 | 21,2 | 16,4 | 23,6 | 24,3 | 45,4 | 59,0 | 57,9  | 46,3  | 405,8 |
| Температура воды, °C                                                                     | 4,1   | 3,2  | 5,0  | 9,7  | 15,3 | 21,2 | 24,9 | 25,6 | 22,0 | 16,9 | 11,3  | 6,7   | 13,8  |
| Источник: Погода и климат в Дербенте. «Погода и Климат». Дата обращения: 10 апреля 2023. |       |      |      |      |      |      |      |      |      |      |       |       |       |